# Chairlift
I Chairlift sono stati un duo musicale statunitense originario del Colorado successivamente di base a Brooklyn. Attivi dal 2005, hanno annunciato la fine del loro progetto nel 2016, terminando l'attività del gruppo con il loro ultimo tour nel 2017.

## Formazione
2005 - 2010
- Caroline Polachek (fondatrice) - voce, tamburello, synth
- Aaron Pfenning (fondatore)
- Patrick Wimberly - batteria, basso, tastiere

2010 - 2016
- Caroline Polachek (fondatrice) - voce, tamburello, synth
- Patrick Wimberly - batteria, basso, tastiere

## Discografia

### Album
- 2008 - Does You Inspire You
- 2012 - Something
- 2016 - Moth

### EP
- 2007 - Daylight Savings EP